# Impresión al carbón

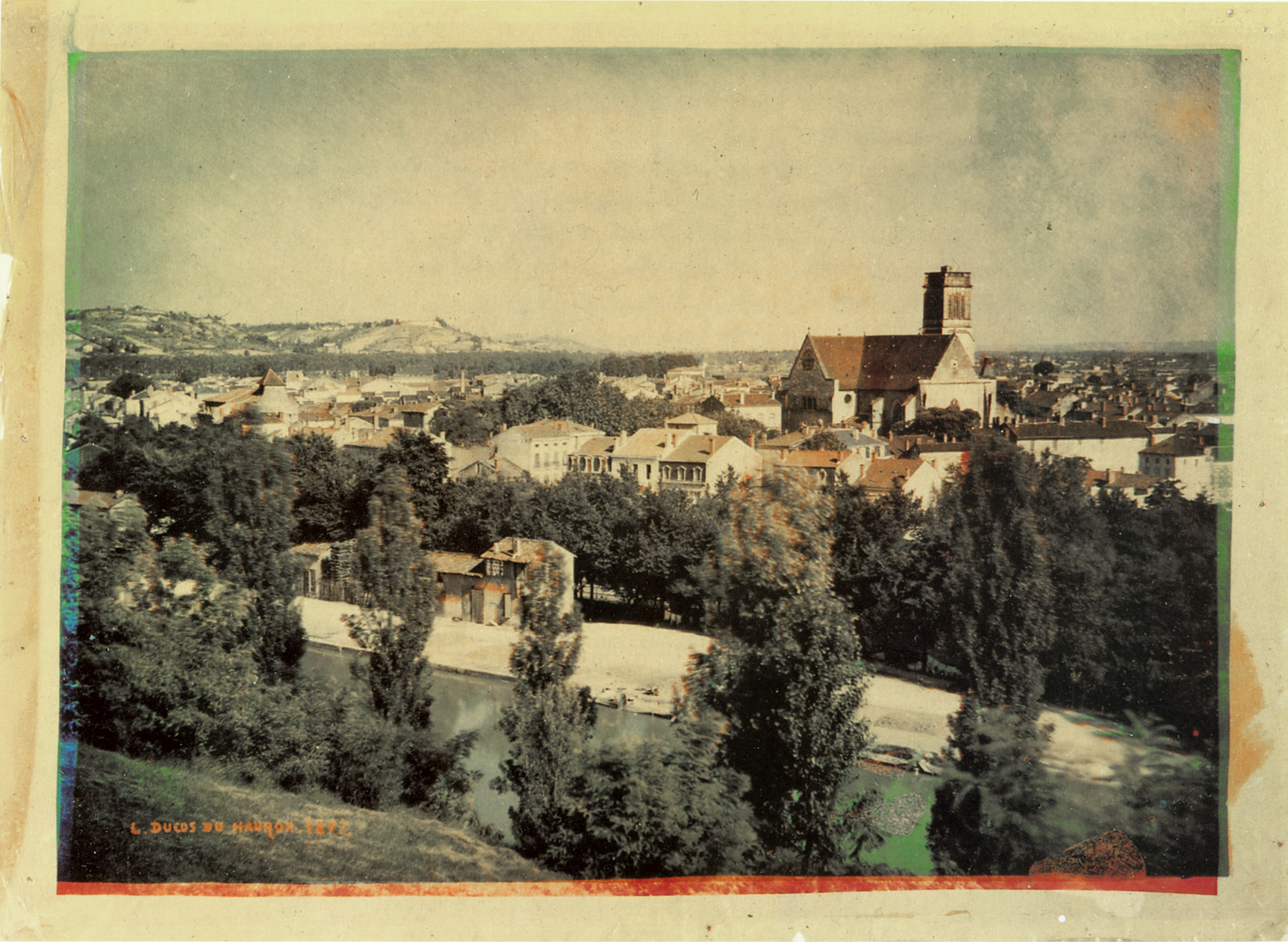
Vista de Agén en 1877 hecha por el proceso al carbón tricolor por Louis Ducos du Hauron.

La impresión al carbón o al carbono es un antiguo procedimiento fotográfico que consiste en sumergir un tejido o papel  en una solución coloidal de dicromato de potasio para obtener su sensibilización a la luz. Esta solución incorpora además carbono, gelatina y colorante. El proceso inicial fue creado por Alphonse Poitevin en 1855. Este proceso se utilizó al estudiar la decoloración de las copias fotográficas y fue patentado en 1864 por Joseph Wilson Swan. El desarrollo de este procedimiento se ha estado utilizando para imprimir copias hasta la llegada de otros sistemas como la impresión ófset.
Está considerado como un tipo de impresión noble. Las copias fotográficas obtenidas poseen tonos oscuros y satinados y presentan gran durabilidad. El papel pigmentado se pone en contacto con un negativo y al exponerlo a la luz la gelatina se solidifica en función de la cantidad de luz recibida. Después vuelve a ponerse en contacto con otro papel impregnado en gelatina insoluble y ambos se sumergen en agua; como consecuencia la gelatina permite la transferencia de la imagen a la otra hoja en forma de relieve.

## Historia
Se trata de un proceso de impresión fotográfica creado en los primeros tiempos de la fotografía, así en 1839 Mungo Ponton descubrió que los bicromatos son sensibles a la luz. Más tarde William Henry Fox Talbot encontró que coloides como la gelatina y goma arábiga se convertían en insolubles en agua después de la exposición a la luz. Alphonse Poitevin añadió pigmento de carbono a los coloides en 1855, creando la primera impresión al carbón en blanco y negro empleando negro de humo. Louis Ducos du Hauron adaptó el proceso al color utilizando pigmentos en 1868. La impresión al carbón se utilizó bastante durante la primera mitad del siglo XX, pero ha sido sustituida por otros procesos como transferencia de tinta, los cromogénicos, los de destrucción del tinte (Cibachrome) y finalmente por los procesos de impresión digital. Sólo permanece para trabajos muy específicos y artesanales.
La impresión de carbón se fundamenta en la capacidad de la gelatina, cuando se ha sensibilizado a la luz mediante un dicromato, a ser insoluble en agua después de la exposición a la luz solar, o a los rayos UV. Se exponen sucesivamente tres capas de gelatina que contienen pigmentos: primero amarillo, luego magenta y después cian; luego se transfieren a un soporte blanco opaco (sustrato, base o un servicio, es decir, de papel o Melinex ) y se tratan en agua caliente (≈ 100 °F a 105 °F). Una cuarta capa de color negro se añadió más tarde para mejorar la densidad y la máscara de cualquier tinte de color falso en las sombras. Las zonas no expuestas siguen siendo solubles en agua caliente de modo inversamente proporcional a la exposición a la luz, lo que permite la existencia de blancos subyacentes. Esto crea un efecto de bajorrelieve de diferente textura y acabado en la superficie de la impresión al carbón que lo hace único. 
El proceso de carbón se utiliza normalmente para producir:
- Copias monocromas, normalmente en blanco y negro pero a menudo sepia, cían o de cualquier otro color preferido.
- Copias duocromas, en ellas se emplean colores complementarios o asociados para conseguir los mejores efectos.
- Copias tricromas, es un método tradicional de impresión a todo color utilizando los pigmentos amarillo, magenta y cian.
- Copias cuatricromas, que es una tricromía a la que se añade una capa de acabado negro para añadir la densidad y una máscara de color falso en las sombras.

Existen dos técnicas que se utilizan en la impresión de carbón: la transferencia y la doble transferencia. El empleo de una u otro depende de los negativos, de la separación cromática que posean, que la lectura sea correcta o equivocada y de la imagen de "aleteo" durante el proceso de transferencia.
Debido a que el proceso de impresión de carbón utiliza pigmentos en lugar de colorantes, es capaz de producir una impresión en archivos mucho más estable y permanente que cualquier otro proceso de impresión. Un buen ejemplo de la estabilidad de los pigmentos de color se puede encontrar en las pinturas de los grandes maestros, cuyos verdaderos colores en muchos casos han sobrevivido durante siglos. Otro ejemplo más contemporáneo de la estabilidad de los pigmentos de color se encuentra en las pinturas utilizadas en los automóviles, que deben superar la exposición diaria a una iluminación intensa en condiciones extremas. La vida útil de muchas formulaciones de pigmentos es tan grande que el límite está en la vida útil del soporte utilizado. Además, el uso de pigmentos también produce una gama de colores más amplia que cualquiera de los otros procesos, lo que permite una mayor gama y sutileza de la reproducción del color.
Aunque la impresión de carbón siempre ha necesitado bastante tiempo de mano de obra y exige un proceso tecnológicamente exigente, todavía hay personas que prefieren la estética de su belleza y longevidad a otros procesos.

## Cronología relativa a la impresión al carbón
| Fecha | Nombre                              | Nacionalidad                | Observaciones |
| 1798  | Louis Nicolas Vauquelin             | Francesa                    | Influencia de la luz en el cromato de plata.                                                                                               |
| 1826  | Joseph Nicéphore Niépce             | Francesa                    | Primera fotografía en abril de 1826. |
| 1832  | Gustav Suckow                       | Francesa                    | Sales del ácido crómico sensibles a la luz, incluso en ausencia de plata.                                                                  |
| 1836  | Sir John Frederick William Herschel | Inglesa                     | Invención del término fotografía. |
| 1839  | Mungo Ponton                        | Inglesa                     | Acción de la luz sobre un papel recubierto de dicromato potásico, añadiendo un lavado se fijaba la imagen.                                 |
| 1840  | Henri Becquerel                     | Francesa                    | Acción de la luz sobre un papel recubierto de dicromato potásico, añadiendo vapor de iodo se fijaba la imagen.                             |
| 1852  | William Henry Fox Talbot            | Inglesa                     | La gelatina con dicromato potásico se vuelve insoluble en agua bajo la influencia de la luz.                                               |
| 1855  | Louis Alphonse Poitevin             | Francesa                    | Invención del proceso de impresión fotográfica con pigmentos dicromatados.                                                                 |
| 1858  | El abad Laborde                     | Francesa                    | Principio de exposición sobre una base que luego permite transferir la imagen a otra base.                                                 |
| 1860  | Fargier                             | Francesa                    | Principio de exposición sobre una base que luego permite transferir la imagen a otra base, pero con la imagen invertida.                   |
| 1860  | Blaise                              | Francesa                    | Doble transferencia para obtener una imagen sin invertir.                                                                                  |
| 1861  | James Clerk Maxwell                 | Inglesa                     | Principio de la separación en tres colores, también llamado tricromía.                                                                     |
| 1862  | Louis Ducos du Hauron               | Francesa                    | Proceso al carbón tricolor, ver Charles Cros en 1867.                                                                                      |
| 1863  | Pouncy                              | Inglesa                     | Uso de tintas sensibilizadas. |
| 1863  | Poitevin                            | Francesa                    | Modificación de su proceso: la gelatina pigmentada se hace insoluble y después sobluble tras la exposición con una película positiva.      |
| 1864  | Joseph Wilson Swan                  | Inglesa                     | Proceso Swan: utilización de goma para la transferencia.                                                                                   |
| 1867  | Charles Cros                        | Francesa                    | Proceso al carbón tricolor, ver Louis Arthur Ducos du Hauron en 1862.                                                                      |
| 1868  | Marion                              | Francesa                    | Procedimiento Marion: utilización de papel albuminado para la transferencia.                                                               |
| 1869  | Jeanrenaud                          | Francesa                    | Procedimiento Jeanrenaud: mejoras en la transferencia.                                                                                     |
| 1869  | Jeanrenaud                          | Francesa                    | Doble transferencia con cristal opal. |
| 1870  | Gobert                              | Francesa                    | 1870-1873 impresión en placas de metal. |
| 1873  | Marion                              | Francesa                    | Mariotipo. |
| 1874  | Vogel                               | Francesa                    | Principio de sensibilización cromática del bromuro de plata para la separación tricolor al hacer la toma fotográfica.                      |
| 1878  | Louis Ducos du Hauron               | Francesa                    | Descripción del proceso heliocrómico. |
| 1878  | Fredéric Artigues                   | Francesa                    | Carbón terciopelo. |
| 1881  | Charles Cros                        | Francesa                    | El proceso tricolor se presenta en la Academia de las Ciencias francesa.                                                                   |
| 1882  | Charles Cros                        | Francesa                    | El proceso tricolor. Boletín de la Société des Photographie.                                                                               |
| 1889  | Artigues                            | Francesa                    | Papel carbón terciopelo. |
| 1893  | Victor Artigues                     | Francesa                    | Carbón terciopelo con tonos continuos de 1893 a 1910.                                                                                      |
| 1894  | Ladeveze Rouille                    | Francesa                    | Papel a la goma bicromatada. |
| 1899  | T Manly                             | Francesa                    | Ozotipo derivado del mariotipo. |
| 1899  | Henri Theodore Fresson              | Francesa                    | Procedimiento Fresson: vendido en Estados Unidos entre 1927 y 1939 por Edward Alenias. Comprado por Luis Nadeau, Canadá, en 1979.          |
| 1900  | Fresson                             | Francesa                    | Papel carbón satinado, posteriormente comercializado como papel Arvel para procesarse con cloro.                                           |
| 1902  | Robert Krayn                        | Estadounidense              | Proceso N.P.G.: proceso al carbón tricolor distribuido en Francia por la Société Industrielle de Photographie.                             |
| 1906  | T Manly                             | Francesa                    | Ozobromía |
| 1910  | Arbuthnot                           | Inglesa                     | Acuarela bicromatada. |
| 1911  | Dovertype                           | Inglesa                     | Dovertipo: vendido en el Reino Unido por el Dover Street Studio de Londres entre 1911 y 1914.                                              |
| 1913  | S. Manners                          | Estadounidense              | Primera forma al carbón tricolor 1913-1922.                                                                                                |
| 1919  | H.F. Farmer                         | Inglesa                     | Proceso al carbón basado en la ozobromía de Manly, Vendido por Autotype en Londres.                                                        |
| 1920  | H.F. Farmer                         | Inglesa                     | Carbón tricolor entre 1920 y 1960 por Autotype.                                                                                            |
| 1923  | H.J.C. Deeks                        | Estadounidense              | Raylo: carbón tricolor. |
| 1950  | KoloroÏd                            | Estadounidense              | Coloide bicromatado: proceso de transferencia al carbón.                                                                                   |
| 1951  | Pierre Fresson                      | Francesa                    | Cuatricromía Fresson. |
| 1965  | 3M                                  | Estadounidense              | 3M Electrocolor Print de 1965 a 1978. |
| 1977  | Kwik-Print                          | Estadounidense              | Light Impressions Corp , Rochester. |
| 1982  | Archival Color Co.                  | Estadounidense              | San Francisco: proceso al carbón cuatricolor.                                                                                              |
| 1983  | George Griffin                      | Canadiense                  | Carbón de medio tono, monotono, duotono y quad tono desde 1983 a 2006. Exclusivo para el trabajo de fotógrafos particulares.               |
| 1985  | Polaroid                            | Estadounidense              | Separación por láser y transferencia del pigmento a una base. Terminó de realizarse en 1986 y se llamaba Polaroid Permanent Pigment Print. |
| 1986  | Jerry Kuska & Douglas Madeley       | Estadounidense y Canadiense | Impresiones al carbón en cuatro colores, Limited Edition Photo/Graphics, Santa Cruz, California, hasta 1991.                               |
| 1993  | Charles Berger                      | Estadounidense              | Ultrastable Color System. Cuatricromía pigmentada.                                                                                         |
| 1998  | Racey Gilbert                       | Estadounidense              | Ataraxia Pigment Prints, hasta 2004. |
| 2006  | Tod Gangler                         | Estadounidense              | Art & Soul Photo, Seattle, Washington, Impresión al carbón en cuatro colores y en blanco y negro sobre metales.                            |